# Klosterregel
Klosterregeln är trefaldig och innebär fattigdom, lydnad och celibat. Regeln står som förebild för flera senare ordenssregler gällande både munk- och nunnekloster runt om i världen. För nunnor, och till viss del munkar kan även klausuren – plikten att stanna kvar i sitt kloster, stabilitas loci – räknas som en del i klosterregeln. Klausuren grundar sig på 1299 års utfärdade bulla, benämnd Periculoso som innebar att alla nunnor, nuvarande och kommande, i alla världsdelar oavsett orden skulle förbli i sina kloster innanför klausuren.
I klosterreglerna står det att bön skulle ske en gång om natten och sju gånger om dagen.
Och att man inte fick gifta sig med någon eftersom man var "gift" med gud, man fick heller inte äga något.

## Klosterregler
- Augustinregeln
- Benediktinregeln
- Birgittinregeln